# Новий Унтем
Новий Унте́м (рос. Новый Унтем) — присілок в Кезькому районі Удмуртії, Росія.
Населення — 146 осіб (2010; 173 в 2002).
Національний склад станом на 2002 рік:
- удмурти — 83 %

Урбаноніми:
- вулиці — Жовтнева, Механізаторів, Миру